# كيفن لودر
كيفن لودر (بالإنجليزية: Kevin Loder)‏ مواليد 15 مارس 1959 في كاسوبوليس، هو لاعب كرة سلة أمريكي معتزل. بدأ مسيرته الاحترافية في سنة 1981. تم اختياره من قبل فريق سكرامنتو كينغز خلال الدرافت. يبلغ طوله 6 قدم 6 بوصة (2.0 م). اعتزل اللعب في 1984.

## روابط خارجية
- كيفن لودر على موقع إن بي أي (الإنجليزية)
- كيفن لودر على موقع سبورتس رفرنس (الإنجليزية)
- كيفن لودر على موقع ريلجم (الإنجليزية)
- كيفن لودر على موقع بروبوليرز (الإنجليزية)